# Ceratophysella palustris
Ceratophysella palustris is een springstaartensoort uit de familie van de Hypogastruridae. De wetenschappelijke naam van de soort is voor het eerst geldig gepubliceerd in 1978 door Martynova.